# Demokratische Partei Chinas
Die Demokratische Partei Chinas (chinesisch 中國民主黨 / 中国民主党, Pinyin Zhōngguó Mínzhǔ Dǎng) ist eine am 25. Juni 1998 gegründete chinesische Partei. Sie ist in China nicht als Partei anerkannt.

## Programm
Die Partei tritt für eine demokratische chinesische Republik und eine freie Marktwirtschaft nach westlichem Vorbild ein und plädiert für Meinungs-, Rede- und Pressefreiheit. Die Partei ist der Auffassung, dass Staatseigentum, wie es in Stalins und Maos „Staatskapitalismus“ existierte, nicht mehr als Parteieigentum sei.
Weiterhin setzt sich die Partei für soziale Gerechtigkeit, mehr Menschenrechte, weniger Korruption, mehr Bildung, eine gewaltfreie Lösung des Taiwan-Konflikts, für eine umfassende Untersuchung und Aufklärung des Tian’anmen-Massakers und für die Freilassung der gefangenen Anführer der Partei ein.
Sie spricht sich außerdem für die NATO, die EU sowie gegen eine Anti-USA-Allianz mit Russland aus.